# Andonios Papadopulos
Andonios (Andonis) Papadopulos (gr. Αντώνηος (Αντώνης) Παπαδόπουλος; ur. 1 lutego 1964) – grecki zapaśnik walczący w stylu wolnym. Olimpijczyk z Los Angeles 1984, gdzie odpadł w eliminacjach w kategorii 68 kg.
Siódmy na igrzyskach śródziemnomorskich w 1983 roku.
- Turniej w Los Angeles 1984

Przegrał z Jimem Martinezem z USA i Szabanem Abd al-Wahhab Szabanem z Egiptu.